# 王诗槐
王诗槐（1957年11月27日—），男，安徽合肥人，中国大陆影视演员。

## 生平
1975年，进入安徽巢湖地区文工团任演员。之后考入上海戏剧学院表演系。1981年毕业后分进安徽省话剧院。1983年，拍完电视剧《华罗庚》后于次年任上海电影制片厂演员。1987年获得第一届中国电影金凤凰奖表演学会奖。